# Comuna Štitar, Vukovar-Srijem
Štitar este o comună în cantonul Vukovar-Srijem, Croația, având o populație de 2.129 de locuitori (2011).

## Demografie
Componența etnică a comunei Štitar
     Croați (99,53%)
     Necunoscut (0%)
     Neclasificat (0,38%)
Componența confesională a comunei Štitar
     Catolici (99,25%)
     Necunoscută (0,14%)
     Alte religii (0,61%)
Conform recensământului din 2011, comuna Štitar avea 2.129 de locuitori. Din punct de vedere etnic, majoritatea locuitorilor (99,53%) erau croați. Din punct de vedere confesional, majoritatea locuitorilor (99,25%) erau catolici. Pentru 0,14% din locuitori nu este cunoscută apartenența confesională.